# Karel Kořistka
Karel František Edvard rytíř Kořistka (7. února 1825 Březová nad Svitavou – 19. ledna 1906 Praha) byl český geodet, topograf, kartograf, statistik, pedagog a politik.

## Život

### Mládí
Pocházel z rodiny, která po 200 roků držela dědičné fojtství v Holasovicích ve Slezsku. Otec byl ustaven hospodářským správcem panství Křižanov u Velkého Meziříčí. Karel se narodil v Březové, když se rodina stěhovala do tohoto nového působiště.
Studoval od roku 1835 na nižším gymnáziu v Jihlavě, vyšší třídy pak absolvoval v Brně. V letech 1841–1843 studoval matematiku, fyziku a astronomii na univerzitě ve Vídni a rovněž navštěvoval přednášky na polytechnice. V roce 1843 pokračoval ve studiu na báňské akademii v Banské Štiavnici. Díky podpoře profesorského sboru po smrti svého otce (1845) mohl svá studia v Banské Štiavnici roku 1847 dokončit.

### Pedagogická činnost
V březnu roku 1848 byl v Banské Štiavnici ustanoven asistentem matematiky a fyziky u profesora Christiana Dopplera. Po Dopplerově odchodu do Vídně byl v roce 1849 pověřen suplováním těchto předmětů. Na konci roku 1849 byl Kořistka v necelých 25 letech jmenován profesorem praktické geometrie (geodézie) a encyklopedie lesnictví na nově zřízeném technickém učilišti v Brně. Krátce suploval i výuku elementární matematiky v přípravném kurzu. V Brně se účastnil přednášek a prací přírodovědeckého odboru moravsko-slezské společnosti a podílel se na založení geologického spolku.
1. září 1851 jmenoval císař František Josef Kořistku profesorem elementární matematiky a praktické geometrie na pražské polytechnice. V dubnu 1856 začal s měřením výšek v okolí Prahy.
V 50. a 60. letech podnikl Kořistka cesty po vyspělých evropských zemích, aby se seznámil s organizací technického školství v těchto zemích. Na základě těchto poznatků publikoval nejen úřední zprávy, ale i řadu článků v odborném tisku a v roce 1863 samostatný spis Der höhere polytechnische Unterricht in Deutschland, in der Schweiz, in Frankreich, Belgien und England. Jeho zkušeností bylo využito při reorganizaci pražské i vídeňské techniky.
Prof. Kořistka se stal průkopníkem snah o zavedení samostatného zeměměřického studia se specializovanými geodetickými předměty. Je zakladatelem českého zeměměřického názvosloví.
Od roku 1857 byl ředitele kanceláře komité c. k. vlastenecko-hospodářské společnosti pro zemědělskou a lesní statistiku, po 41 letech (roku (1898) docílil, že se z ní stal Zemský úřad statistický.
V letech 1864–65 se Kořistka stal prvním voleným rektorem pražské techniky. V tomto úřadu znovu působil v letech 1866-67. Výrazným způsobem se zasloužil o její přeměnu na dvojjazyčný česko-německý ústav. Po rozdělení pražské techniky na německou a českou roku 1869 požádal Kořistka o jmenování na technice české.[zdroj?] Jeho žádosti nebylo vyhověno, proto dále působil na německé technice. Byl zde dvakrát zvolen rektorem, ale jmenování nepřijal.[zdroj?] Třebaže mu bylo nabízeno jak místo ve Vídni na ministerstvu, tak také místo profesora geodézie na technice v Karlsruhe (1869), zůstal pražské škole věrný. Do penze odešel v roce 1893.

### Politická činnost

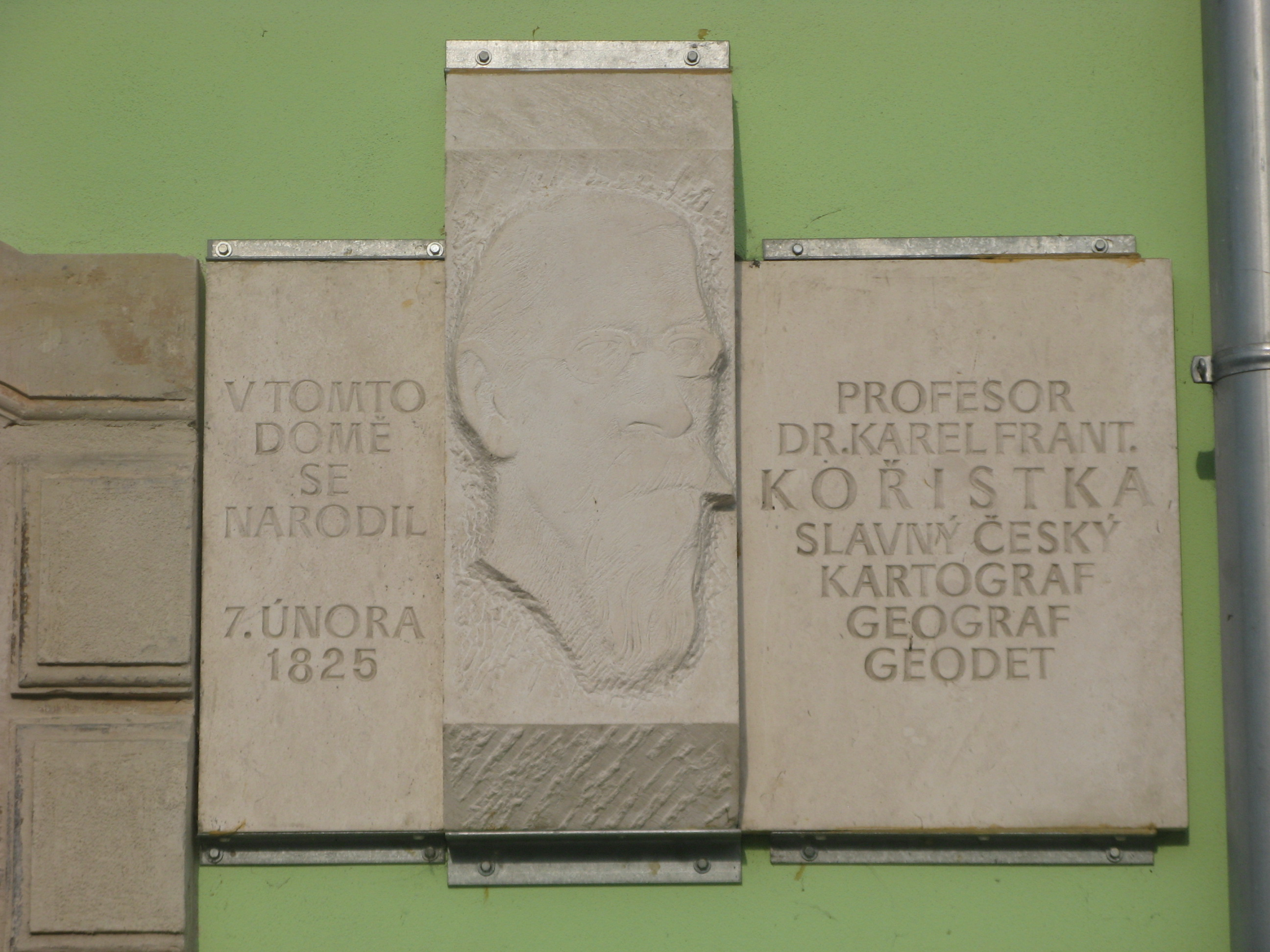
Pamětní deska na Moravském náměstí v Březové nad Svitavou

Aktivně se účastnil i politického života. Roku 1861 byl zvolen do sboru obecních starších měst Prahy a působil zde v záležitostech technických a školských až do roku 1891, tj. 30 let. Roku 1888 mu byl svěřen dozor nad zemskými hospodářskými školami v Království českém. Při nástupu dohlížel na 19 škol, při předání svému nástupci roku 1898 to bylo již úctyhodných 51 hospodářských škol.
V letech 1866–1869 byl poslancem Českého zemského sněmu, který ho následně zvolil poslancem Říšské rady (celostátní zákonodárný sbor, tehdy ještě nevolen přímo, ale tvořen delegáty jednotlivých zemských sněmů). Slib nesložil a činnosti Říšské rady se z důvodu nesouhlasu se státoprávním vývojem Předlitavska, podobně jako většina českých poslanců, neúčastnil. Již 19. června 1867 byl spolu s dalšími Čechy na Říšské radě vyzván k udání důvodů pro nepřevzetí mandátů. 26. září 1868 pak byly mandáty těchto poslanců v zemském sněmu a tudíž i v Říšské radě prohlášeny za zaniklé. Do Říšské rady byl zvolen za město Příbram.
V srpnu 1868 patřil mezi 81 signatářů státoprávní deklarace českých poslanců, v níž česká politická reprezentace odmítla centralistické směřování státu a hájila české státní právo. Vrcholné politiky se vzdal, protože mu překážela v odborné činnosti.

### Rodina
14. listopadu 1852 se v Brně oženil s nejmladší dcerou brněnského starosty Antona Haberlera (7. ledna 1796 Brno – 3. listopadu 1873 Brno) Františkou (2. září 1832 Brno – 19. května 1900 Praha). V roce 1859 se manželům Kořistkovým v Praze narodil syn Karel.

## Ocenění

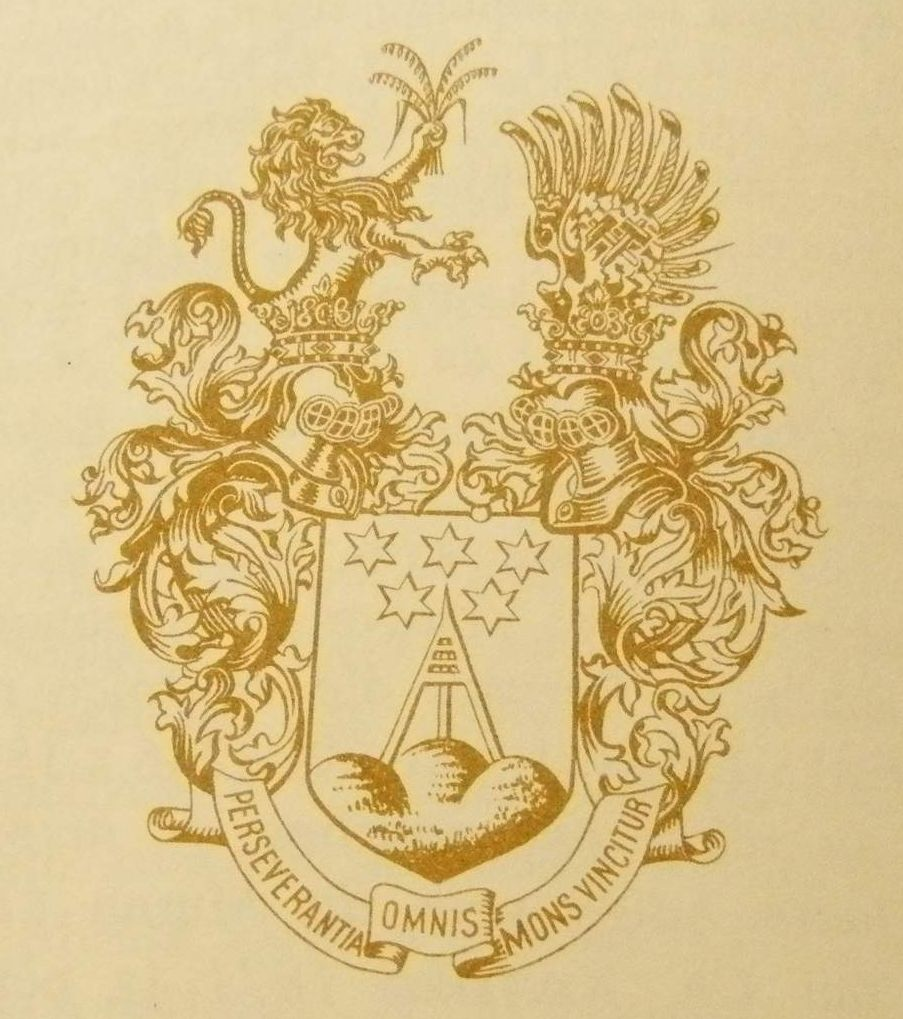
Šlechtický erb Prof. Karla rytíře Kořistky

Karel Kořistka byl členem Královské české společnosti nauk, České akademie, Císařské akademie věd ve Vídni a celé řady dalších společností v Rakousku i v cizině.
Za svoji práci obdržel rakouský Řád železné koruny III. třídy, na základě něhož byl 22. května 1879 povýšen do rytířského stavu. V rytířském erbu na zlatém trojvrší je zlatá triangulační pyramida a nad ní pět zlatých hvězd. Nad štítem dva turnajské korunované helmy s pokryvadly modro-zlatými, pravý nese zlatého rostoucího lva držícího v pravé tlapě čtyři obilné klasy téže barvy, levý dvě složená orlí křídla, přední modré se dvěma zkříženými zlatými kladívky, zadní zlaté. Heslo (deviza) je odrazem jeho celoživotního díla: Perseverantia omnis mons vincitur – „Vytrvalost zdolá každou horu“. Spolu s Kořistkou byli do šlechtického stavu etablováni i žijící mužství příslušníci rodu, celkem 6 osob a jejich potomci. 
Dále obdržel ruské řády sv. Anny III. třídy a sv. Stanislava II. třídy a francouzský řád Zlaté palmy.
Jako ocenění celoživotní činnosti mu byl roku 1892 udělen rytířský kříž Rakouského císařského Leopoldova řádu.

## Publikace

### německy
- Studien über die Methoden und die Benutzung hypsometrischer Arbeiten. Gotha 1858
- Die Markgrafschait Mähren und das Herzogthum Schlesien in ihren geographischen Verhältnissen. Vídeň a Olomouc 1861. Dostupné on line
- Der höhere polytechnische Unterricht in Deutschland, der Schweiz, in Frankreich, Belgien und England. Gotha 1863
- Hypsometrie von Mähren und Oesterreichisch-Schlesien. Brno 1864
- Die Hohe Tatra in den Zentralkarpathen. Gotha 1864
- Das Mittel- und Sandsteingebirge in Böhmen. Praha 1869
- Die Terrainverhältnisse, ein Höhenverzeichniss und eine Höhenkarte des Iser- und des Riesengebirges, mit ihren südlichen und östlichen Vorlagen. Praha 1877. Dostupné on line
- Die trigonometrisch gemessenen Höhen von Böhmen. Gotha 1884
- Die Großherzoglich Technische Hochschule Karlsruhe. Festschrift zur Einweihung der Neubauten im Mai 1899. Stuttgart 1899.
- Das östliche Böhmen, enthaltend das Adler-, das Grulicher- und das Eisengebirge sowie das ostböhmische Tiefland, orographisch und hydrographisch geschildert. Řivnáč, Praha 1903

### česky
- Zpráva o pracích a výsledcích měření výšek v okolí Pražském, vykonaných na vyzvání a pomocí přírodovědeckého sboru Musea království Českého. Praha: Rohlíček, 1856.
- Výsledky měření, jimiž velikost a podoba země ustanovena byla. Praha 1863. Dostupné on line
- Seznam výšek v Čechách, jež v letech 1877 až 1879 od c.k. voj. zeměpisného ústavu trigonometricky stanoveny byly. Spolu s R. Doudlebským ze Sternecku. Řivnáč, Praha 1884. Dostupné on line
- Přehled činnosti přírodovědeckého výzkumu Čech od roku 1864 až do roku 1890. V Praze: V komisi Fr. Řivnáče, 1891. Dostupné on line
- Nové výsledky zeměměrství v Čechách. Věstník České akademie císaře Františka Josefa pro vědy, slovesnost a umění Roč. VI. prosinec 1897. s. 499-512. Dostupné on line.

### mapy
- General-Karte des Königreiches Böhmen. Olomouc a Vídeň 1865. Dostupné on line